# SS501 THE 1st ASIA TOUR "PERSONA"
SS501 THE 1st ASIA TOUR "PERSONA"은 대한민국의 음악 그룹 SS501의 두 번째 콘서트 투어이다.

## 개요
2009년 6월 11일, 소속사 DSP 미디어는 공식 홈페이지를 통해 첫 번째 아시아투어의 서울 공연 일정과 예매일을 발표하였으며, 예매는 같은 날 옥션을 비롯한 인터넷 예매사이트를 통해 진행되었다. SS501은 총 9회의 공연을 통해 약 8만명의 누적 관객을 동원하였다.

## 투어 일정재미있어요
| 날짜             | 도시 | 국가     | 장소                       | 관객 수       |
| ---------------- | ---- | -------- | -------------------------- | ------------- |
| 2009년 8월 1일   | 서울 | 대한민국 | 올림픽체조경기장           | 통산 20,000명 |
| 2009년 8월 2일   | 서울 | 대한민국 | 올림픽체조경기장           | 통산 20,000명 |
| 2009년 8월 13일  | 동경 | 일본     | 무도관                     | 15,000명      |
| 2009년 10월 17일 | 대북 | 대만     | 타이베이 아레나            | 12,000명      |
| 2009년 11월 14일 | 상해 | 중국     | 홍구 스타디움              | 8,000명       |
| 2009년 12월 12일 | 홍콩 | 홍콩     | 아시아 월드 아레나         | 10,000명      |
| 2010년 2월 13일  | 방콕 | 태국     | 임펙트 아레나 무앙 통 타니 | 10,000명      |
| 2010년 2월 27일  | 서울 | 대한민국 | 올림픽체조경기장(앙코르)   | 통산 20,000명 |
| 2010년 2월 28일  | 서울 | 대한민국 | 올림픽체조경기장(앙코르)   | 통산 20,000명 |

## 세트 리스트
- Entrance Show -
- Deja Vu
- Unlock

- Ment -
- 경고
- 4 Chance_Tango Ver.
- 널 부르는 노래

- VCR #1 -
- Hey G (김형준 Solo)
- 거위의 꿈[8](김규종 Solo)
- Wuzz Up (김규종 Solo)
- Never Again

- Ment -
- 내 머리가 나빠서

- VCR #2 -
- 나 뿐인가요 (박정민 Solo)

- VCR #3 -
- U R Man
- Fighter_Remix Ver.

- Dancer Introdution -

- VCR #4 -
- 사랑인거죠 + 이름없는 기억 (허영생 Solo)

- VCR #5 -
- 제발 잘해줘 (김현중 Solo)

- VCR #6 -
- Crazy 4 U
- 하루만

- Ment -
- 완.두.콩

- Ment -
- Love Like This

- Encore -
- 겁쟁이
- Bye Bye

- Ment -
- 넌 나의 천국

- Entrance Show -
- Deja Vu
- Unlock

- Ment -
- Obsess
- 4 Chance_Tango Ver.
- 널 부르는 노래

- Ment -
- 잘 지내[9](김형준 Solo)
- Never Let You Go_Remix Ver.(김규종 Solo)
- Wuzz Up (김규종 Solo)
- Again
- Confession (서툰고백)

- Ment -
- 내 머리가 나빠서

- VCR #2 -
- 하면은 안돼 (박정민 Solo Feat. 박규리)
- Kiss[10](박정민 Solo)
- Lupin (카라)

- Ment (카라) -
- Mr. (카라)

- VCR #3 -
- U R Man
- Wasteland

- Ment -

- VCR #4 -
- 우리들만의 추억[11](허영생 Solo)
- Find_Rock Ver.(허영생 Solo)

- VCR #5 -
- 제발 잘해줘 (김현중 Solo)

- VCR #6 -
- 하루만
- 완.두.콩

- Ment -
- Love Like This

- Encore -
- Snow Prince
- 겁쟁이

- Ment -
- Bye Bye

## 제작
- SS501 (김현중, 허영생, 김규종, 박정민, 김형준)
- 주최 : DSP 미디어, 메이스엔터테인먼트
- 후원 : 옥션, YES24